# KV61
KV61 (Kings' Valley 61) è la sigla che identifica una delle tombe della Valle dei Re in Egitto; non nota la destinazione, probabilmente mai usata.

## Storia
KV61 venne scoperta nel 1910 da Ernest Harold Jones, per conto di Theodore Davis, ma non esistono riferimenti o documenti della scoperta e dei successivi lavori di scavo.
Scavi sistematici della KV61 sono previsti nell’ambito del The University of Basel King’s Valley Project (trad. Progetto Valle dei Re dell’Università di Basilea) iniziato nel 2009. Al 2013 risalgono rilevamenti fotografici dell’area antistante la tomba, nonché una prima rilevazione cartografica e mappatura.  In tale occasione si è rilevata la presenza di notevoli cumuli di detriti derivanti verosimilmente da scavi di Howard Carter e di Theodore Davis. Analisi del terreno hanno consentito di appurare che in quest’area vennero installate le capanne di operai che lavorarono alla realizzazione di alcune tombe del periodo ramesside (XIX e XX dinastia); nell’area vennero rinvenuti piccoli frammenti di legno con geroglifici pertinenti al faraone Amenhotep III. Nessun altro riscontro è noto fino al 2015 .

## Architettura
Nulla consente di indicarne il periodo di realizzazione. Probabilmente non prevista come sepoltura reale, consiste di un pozzo verticale profondo poco più di 3 m, al cui fondo si apre un'unica camera non ultimata. 
Nessun reperto vi è stato rinvenuto.

### Annotazioni
1. ↑  Le tombe vennero classificate nel 1827, dalla numero 1 alla 22, da John Gardner Wilkinson in ordine geografico. Dalla numero 23 la numerazione segue l’ordine di scoperta.
2. ↑  Il progetto vede la collaborazione, oltre l’Università di Basilea, dell’Università Americana del Cairo –Dipartimento Egittologia- e dell’Università di Zurigo –Centro di medicina evolutiva: progetto mummie egizie-; prevede lo studio e l’analisi di varie tombe della Valle dei re: KV26, KV29, KV30,  KV31,  KV32,  KV33,  KV37,  KV40,  KV59,  KV61 e la recentissima KV64.

### Fonti
1. ↑  Theban Mapping Project.
2. ↑  Ägyptologisches Seminar: Report 2012 Archiviato il 14 gennaio 2017 in Internet Archive.